# در ستاره‌ها
«در ستاره‌ها» (انگلیسی: In the Stars) ترانه‌ای از خواننده و ترانه‌پرداز آمریکایی، بنسون بون که در ۲۹ آوریل ۲۰۲۲ توسط نایت استریت رکوردز به صورت تک‌آهنگ منتشر شد. این ترانه را بون به همراه جیسون اویگن و مایکل پولاک نوشته و تهیه‌کنندگی آن را پولاک بر عهده داشته است. بون در مصاحبه‌ای اعلام کرد که این ترانه را در سوگ مادرِ مادربزرگش نوشته است که در ۹۶ سالگی درگذشت.
این ترانه در کشورهای هلند، نروژ و سوئد در میان ۱۰ ترانهٔ برتر جدول فروش قرار گرفت. «در ستاره‌ها» در ۱۹ ژانویه ۲۰۲۳ موفق به دریافت گواهی طلا از انجمن صنعت ضبط موسیقی آمریکا شد و در ۶ اکتبر ۲۰۲۳ نیز گواهی پلاتین دریافت کرد، که این نخستین تک‌آهنگ پلاتین بون در ایالات متحده به‌شمار می‌آید. این ترانه ابتدا در آلبوم چندآهنگه منو به خونه ببر… و سپس در آلبوم آتش‌بازی و رول‌بلیدها گنجانده شد.